# Lennart Reuterskiöld (militär)
Leonhard "Lennart" Alexander Reuterskiöld, född 19 januari 1767 i Utö socken, död 26 april 1832 i Nyköping, var en svensk militär (generalmajor).

## Biografi
Reuterskiöld var son till ryttmästare Axel Didrik Reuterskiöld och Eva Anna Wefverstedt. Han blev kornett vid Livregementet till häst 1779, löjtnant 1783, ryttmästare i Adelsfaneregementet 1786 och tjänstgjorde i franska armén 1787-1789. Återkommen till Sverige blev han fånge under slaget vid Svensksund 1789. Reuterskiöld blev kapten vid Nylands infanteriregemente 1792, tjänstgjorde vid Änkedrottningens livregemente 1794 och blev major 1800. Som major deltog han i pommerska kriget 1805-1806 som befälhavare för Svenska gardesregementet. Reuterskiöld blev överstelöjtnant 1805 och tjänstgjorde vid Dalregementet 1809. Reuterskiöld blev överste i armén 1810 med placering vid Dalregementet och var överstelöjtnant vid Södermanlands regemente 1811 samt var brigadchef vid Norra arméns södra fördelning till dess upplösning.
Reuterskiöld utnämndes till, och var, vice landshövding, tillförordnad militärbefälhavare på Gotland samt chef för Gotlands nationalbeväring 1811-1812. Han blev överste och chef för Södermanlands regemente 1813, vilket han ledde under krigen i Tyskland och Norge. Under det tyska fälttåget var han också chef för de svenska truppernas andra brigad vid Norra armén, tjänstgjorde en kortare period i kronprinsens stab samt var kommendant i Liège. Reuterskiöld utnämndes till generalmajor 1814 och tog avsked 1821.
Reuterskiöld var ogift och var medlem av Kungliga Krigsvetenskapsakademien. År 1815 blev han hedersledamot av Kungliga Krigsvetenskapsakademien.